# 北京华润饭店
北京华润饭店，位于北京市朝阳区建国路35号。现正计划改造为华润康复医院。

## 简介
1987年初春，高碑店停车场门前竖起“中国南洋有限公司”和“南洋饭店筹建处”（华润饭店的前身）两块牌子。经过五年建设，1992年5月华润饭店正式开业。当时，华润饭店是北京东部的标志性建筑
。华润饭店由香港华润集团管理。2001年重新装修。
北京华润宾馆经常接待每年参加“全国两会”的全国政协委员。
2008年9月，华润饭店停业，计划重新发展为酒店兼服务式公寓。2011年，北京市规划委员会发布公告称，华润饭店改扩建项目设计方案再作调整，将采纳群众建议，取消华润饭店东北部建筑，并且拉开华润饭店同西北部住宅的间距。此后华润饭店改扩建项目长期停滞。
2013年，华润医疗集团有限公司首次披露医院投资规划，计划将华润饭店改造为华润康复医院。不过此后改造工作并无大的进展。
2021年，北京华润饭店完成改造，正式重新开门迎客。